# Guatemala na Letních olympijských hrách 2008
Guatemala se účastnila Letních olympijských her 2008 a zastupovalo ji 12 sportovců (9 mužů a 3 ženy) v 9 sportech. Vlajkonošem výpravy během zahajovacího ceremoniálu byl Kevin Cordón. Nejmladší z týmu byla moderní pětibojařka Rita Sanz-Agero, které v době konání her bylo 16 let. Nejstarší z týmu byl Juan Romero, kterému bylo v době konání her 44 let. Nikomu z výpravy se nepodařilo získat medaili.

## Pozadí
Poprvé se na letních olympijských hrách Guatemala objevila v roce 1932 v Los Angeles. Tehdy se her zúčastnila Antonia Matosová a to v umělecké nikoliv sportovní části her. První sportovní guatemalská výprava byla vyslána na olympijské hry do Helsinek v roce 1952. Za Guatemalu na hrách vystoupilo 21 sportovců mezi nimiž byla jediná žena. Nicméně po účasti v Helsinkách se země na dalších třech letních olympiádách neobjevila a znovu se zúčastnila až letních olympijských her v Mexiku v roce 1968. Od roku 1968 se Guatemala účastní letních olympijských her pravidelně a její sportovci startovali i na zimních olympijských hrách v roce 1988. Do olympijských her v Pekingu se zemi nepodařilo získat žádnou medaili a tento stav se nezměnil ani po hrách v roce 2008. Na olympijské hry v Pekingu země vyslala 12 sportovců. Šlo tak o nejmenší výpravu této země od her v Moskvě v roce 1980. Tři ženy a devět mužů startovalo ve dvanácti disciplínách.

## Disciplíny

### Atletika
V atletice Guatemalu reprezentovali tři atleti a jedna atletka (dva maratonci a dva chodci). Alfredo Arévalo Reyes a José Amado García startovali v maratonském závodu mužů, který se uskutečnil 24. srpna 2008. Do závodu nastoupilo 98 sportovců, z nichž závod dokončilo 76. Pro oba běžce byla účast na hrách v Pekingu jejich druhou olympijskou účastí.
Alfredo Arévalo Grabriel dokončil závod s časem 2:28:26 se ztrátou 21:54 na vítěze a celkově se tak umístil na 63. místě. Vylepšil tak svůj výsledek z her v Athénách, kde doběhl na 77. místě. Lepšího výsledku dosáhl jeho krajan José Amadao García Gabriel, který s časem 2:20:15 zaostal za vítězem o 13:43 a celkově se umístil na 35. místě. I pro něho tento výsledek znamenal zlepšení oproti hrám v Athénách, kde skončil na 64. místě.
Pro 33letého Luise Fernanda Garcíu byla účast v Pekingu již jeho čtvrtou olympijskou účastí. Zemi v Pekingu reprezentoval v závodu v chůzi mužů na 50 km. Závod se uskutečnil 22. srpna 2008 a García jej dokončil v čase 3 hodiny 56 minut a 58 sekund, čímž si vylepšil svůj nejlepší čas sezony. Za vítězným Italem Alexem Schwazerem zaostal o 19 minut a 49 sekund a zařadil se tak na 22. místo. Byl to tak jeho nejlepší výsledek, kterého na olympijských hrách dosáhl.
Jedinou guatemalskou atletkou na olympiádě v Pekingu byla 37letá Evelyn Núñezová, pro kterou byl start na hrách jejím prvním olympijským startem. Nastoupila do ženského závodu v chůzi na 20 km, který se konal 21. srpna 2008. V závodu startovalo 48 žen, ale pouze 43 závod dokončilo. Núñezová závod dokončila s časem 1:44:13, který stačil na 43. místo. Za vítězkou Ruskou Olgou Kaniskinovou zaostala o 17 minut a 42 sekund.
| Sportovec            | Disciplína    | Finále  | Finále |
| Sportovec            | Disciplína    | Čas     | Pořadí |
| -------------------- | ------------- | ------- | ------ |
| Alfredo Arévalo      | maraton – muž | 2:28:26 | 63.    |
| José Amado García    | maraton – muž | 2:20:15 | 35.    |
| Luis Fernando García | chůze – 50 km | 3:56:58 | 22.    |
| Sportovkyně          | Disciplína    | Finále  | Finále |
| Sportovkyně          | Disciplína    | Čas     | Pořadí |
| Evelyn Núñezová      | chůze – 20 km | 1:44:13 | 43.    |

### Badminton
Kevin Haroldo Cordón Buezo svou vlast reprezentoval v badmintonu. Pro 21letého Cordóna byla účast na hrách v Pekingu jeho olympijským debutem. 11. srpna 2008 se v prvním kole postavil čínskému reprezentantovi Pao Čchun-lajovi. Cordón svému soupeři podlehl ve dvou setech stavem 17–21 a 16–21 a do dalšího kola nepostoupil. Celkově se tak umístil na děleném 17. místě.
| Sportovec    | Disciplína               | 1/64   | 1/32                              | 1/16        | Čtvrtfinále | Semifinále  | Finále/Bronzová medaile | Pořadí |
| Sportovec    | Disciplína               | Soupeř | Soupeř                            | Soupeř      | Soupeř      | Soupeř      | Soupeř                  | Pořadí |
| ------------ | ------------------------ | ------ | --------------------------------- | ----------- | ----------- | ----------- | ----------------------- | ------ |
| Kevin Cordón | Závod jednotlivců – muži | Bye    | Pao Čchun-laj PROHRA 17–21, 16–21 | nepostoupil | nepostoupil | nepostoupil | nepostoupil             | 17. T  |

### Box
Na olympijské hry v Pekingu se z Guatemaly kvalifikoval jediný boxer. Eddiemu Valenzuelovi Barrillasovi se to podařilo v kategorii muší váhy do 51 kg na druhém americkém kvalifikačním turnaji. Ve svých 25 letech se účastnil své první olympiády. První kolo soutěže se uskutečnilo 12. srpna 2008 a Valenzuela se v něm postavil thajskému boxerovi, pozdějšímu olympijskému vítězi, Somjitu Jongjohorovi. Valenzuela v souboji prohrál 1–6 a do dalšího kola nepostoupil. Celkově se tak umístil na 17. děleném místě.
| Sportovec        | Disciplína    | 1/32                        | 1/16        | Čtvrtfinále | Semifinále  | Finále      | Pořadí |
| Sportovec        | Disciplína    | Soupeř                      | Soupeř      | Soupeř      | Soupeř      | Soupeř      | Pořadí |
| ---------------- | ------------- | --------------------------- | ----------- | ----------- | ----------- | ----------- | ------ |
| Eddie Valenzuela | Muži do 51 kg | Somjit Jongjohor PROHRA 1–6 | nepostoupil | nepostoupil | nepostoupil | nepostoupil | 17. T  |

### Jachting
Juan Ignacio Maegli ve svých 20 letech reprezentoval v Pekingu svou zemi na svých prvních olympijských hrách. Startoval v závodu v kategorii Laser spolu s dalšími 43 sportovci. Během první soutěžní etapy byl diskvalifikován a získal 44 bodů. Druhá etapa se mu však podařila nejlépe z celého závodu se ziskem 9 bodů. Ve třetí etapě ale svůj výkon z předchozí etapy nezopakoval a skončil na 39. místě. Ve čtvrté etapě se Maegli zlepšil, když se ziskem 16 bodů skončil za dánským jachtařem Andersem Nyholmem. V páté etapě však byl opět diskvalifikován a získal 44 bodů. V šesté etapě skončil na 32. místě. Během sedmé etapy skončil na 39. místě. I přes vylepšení svých výkonů v osmé (12. místo) a deváté (15. místo) etapě jeho výkon na postup do medailového závodu nestačil a celkově se umístil na 33. místě.
| Sportovec           | Disciplína   | Etapa | Etapa | Etapa | Etapa | Etapa | Etapa | Etapa | Etapa | Etapa | Etapa | Etapa           | Body | Pořadí |
| Sportovec           | Disciplína   | 1     | 2     | 3     | 4     | 5     | 6     | 7     | 8     | 9     | 10    | Medailový závod | Body | Pořadí |
| ------------------- | ------------ | ----- | ----- | ----- | ----- | ----- | ----- | ----- | ----- | ----- | ----- | --------------- | ---- | ------ |
| Juan Ignacio Maegli | Laser – muži | 44    | 9     | 39    | 16    | 44    | 32    | 39    | 12    | 15    | CAN   | EL              | 206  | 33.    |

### Jezdectví
V jezdectví Guatemalu reprezentoval 36letý Juan Andréas Rodríguez Silva, pro kterého byla účast v Pekingu jeho olympijským debutem. Nastoupil do závodu v parkurovém skákání jehož první kolo se konalo 15. srpna 2008. Rodríguez se svým koněm Orestem v něm skončili na průběžném sdíleném 52. místě po zisku 8 trestných bodů za shozené překážky a 1 trestného bodu za překročený čas. I ve druhém kole kvalifikace, které se jelo 17. srpna, dvojice závod dokončila se ziskem 9 trestných bodů a s celkovým ziskem 18 trestných bodů se po druhém kole nacházela na sdíleném 40. místě. Třetí kvalifikační kolo se konalo v pondělí 18. srpna a pro Rodrígueze to bylo kolo nejméně vydařené. Se ziskem 12 trestných bodů za shození překážek a 1 trestného bodu za překročení časového limitu byl jejich celkový zisk trestných bodů po třech kvalifikačních kolech 31. Celkově tento výkon stačil na 41. místo. Dvojice tak do finále nepostoupila.
| Sportovec             | Kůň         | Disciplína                      | Kvalifikace | Kvalifikace | Kvalifikace | Kvalifikace | Kvalifikace | Kvalifikace | Kvalifikace | Kvalifikace | Finále      | Finále      | Finále      | Finále      | Finále      | Celkem | Celkem |
| Sportovec             | Kůň         | Disciplína                      | Kolo 1      | Kolo 1      | Kolo 2      | Kolo 2      | Kolo 2      | Kolo 3      | Kolo 3      | Kolo 3      | Kolo A      | Kolo A      | Kolo B      | Kolo B      | Kolo B      | Celkem | Celkem |
| Sportovec             | Kůň         | Disciplína                      | TB          | Pořadí      | TB          | Celkem      | Pořadí      | TB          | Celkem      | Pořadí      | TB          | Pořadí      | TB          | Celkem      | Pořadí      | TB     | Pořadí |
| --------------------- | ----------- | ------------------------------- | ----------- | ----------- | ----------- | ----------- | ----------- | ----------- | ----------- | ----------- | ----------- | ----------- | ----------- | ----------- | ----------- | ------ | ------ |
| Juan Andrés Rodríguez | Orestus VDL | Parkurové skákání – jednotlivci | 9           | 52. Q       | 9           | 18          | 40. Q       | 13          | 31          | 41.         | nepostoupil | nepostoupil | nepostoupil | nepostoupil | nepostoupil | 31     | 41.    |

### Moderní pětiboj
Olympijská debutantka 16letá Rita Sanz-Agero reprezentovala Guatemalu v ženském závodu v moderním pětiboji. Moderní pětiboj se skládá z pěti disciplín, ze střelby vzduchovou pistolí na 10 m, šermu, plavání na 200 m volným způsobem, parkurového skákání a na závěr z běhu na 3000 m. Celá soutěž se uskutečnila 22. srpna 2008. Během střelecké soutěže Agero nastřílela 171 bodů a se ziskem 988 bodů za tuto disciplínu se zařadila na průběžné 31. místo. V šermu vyhrála pouze 7 soubojů z 35 a v této disciplíně skončila předposlední, kdy překonala pouze Američanku Sheilu Taorminu. Za svůj výkon obdržela 568 bodů. Ve třetí disciplíně zaplavala čas 2:29,41, který stačil na 32. místo. Za tento výkon si připsala 1128 bodů. Ve čtvrté disciplíně si v celém závodu vedla nejlépe. se ziskem 84 trestných bodů obsadila 18. místo a získala 1116 bodů. V poslední disciplíně zaběhla čas 11:09,98 a zařadila se na 29. místo se ziskem 1044 bodů. Celkem za všechny disciplíny získala 4844 bodů a skončila na konečném 34. místě.
| Sportovkyně     | Disciplína | Střelba | Střelba | Střelba | Šerm     | Šerm   | Šerm | Plavání | Plavání | Plavání | Jezdectví | Jezdectví | Jezdectví | Běh      | Běh    | Běh  | Celkem bodů | Pořadí |
| Sportovkyně     | Disciplína | Skóre   | Pořadí  | Body    | Výsledek | Pořadí | Body | Čas     | Pořadí  | Body    | TB        | Pořadí    | Body      | Čas      | Pořadí | Body | Celkem bodů | Pořadí |
| --------------- | ---------- | ------- | ------- | ------- | -------- | ------ | ---- | ------- | ------- | ------- | --------- | --------- | --------- | -------- | ------ | ---- | ----------- | ------ |
| Rita Sanz-Agero | Ženy       | 171     | 31.     | 988     | 7–28     | 35.    | 568  | 2:29,41 | 32.     | 1128    | 84        | 18.       | 1116      | 11:09,98 | 29.    | 1044 | 4844        | 34.    |

### Plavání
Pro 20letou Giselu Moralesovou byla účast na hrách v Pekingu již její druhou olympijskou účastí poté, co v 16 letech startovala na hrách v Athénách. Rozplavby ženského závodu na 100 m znak se konaly 10. srpna 2008. Moralesová nastoupila do druhé rozplavby a zaplavala čas 1:02,92. Ve své rozplavbě skončila druhá za Polkou Zuzannou Mazurekovou. Celkově její čas stačil na 38. místo z 47 startujících plavkyň a Moralesová do semifinále nepostoupila.
Závod na 200 m znak žen se uskutečnil 14. srpna 2008. Moralesová nastoupila do první rozplavby, ve které se postavila dalším dvěma plavkyním. Zaplavala čas 2:14,54 a skončila v rozplavbě druhá. Celkově se z 34 startujících sportovkyň umístila na 27. místě, které na postup do semifinále nestačilo.
| Sportovkyně       | Disciplína | Rozplavba | Rozplavba | Semifinále   | Semifinále   | Finále       | Finále       | Pořadí |
| Sportovkyně       | Disciplína | Čas       | Pořadí    | Čas          | Pořadí       | Čas          | Pořadí       | Pořadí |
| ----------------- | ---------- | --------- | --------- | ------------ | ------------ | ------------ | ------------ | ------ |
| Gisela Moralesová | 100 m znak | 1:02,92   | 2.        | nepostoupila | nepostoupila | nepostoupila | nepostoupila | 38.    |
| Gisela Moralesová | 200 m znak | 2:14,54   | 2.        | nepostoupila | nepostoupila | nepostoupila | nepostoupila | 27.    |

### Střelba
Ve střelbě Guatemalu na hrách v Pekingu reprezentoval pouze Juan Carlos Romero Arribas, pro kterého to byl již třetí olympijský start po hrách v Atlantě a v Sydney. Kvalifikace závodu ve skeetu mužů proběhla 15. srpna 2008. Romero v ní získal 111 bodů, které ho zařadily na celkové 26. místo z 41 startujících sportovců a do finále nepostoupil
| Sportovec          | Disciplína | Kvalifikace | Kvalifikace | Finále       | Finále       |
| Sportovec          | Disciplína | Body        | Pořadí      | Body         | Pořadí       |
| ------------------ | ---------- | ----------- | ----------- | ------------ | ------------ |
| Juan Carlos Romero | Skeet      | 111         | 26.         | nepostoupila | nepostoupila |

### Vzpírání
Christian Alberto López Bobadilla reprezentoval svou zemi ve vzpírání. Účast na hrách v Pekingu byla jeho olympijským debutem. Závodil v soutěži mužů do 105 kg, která se konala 18. srpna 2008. López nastoupil v rámci první skupiny vzpěračů. Během soutěže v trhu měl každý ze sportovců k dispozici tři pokusy. Během svého prvního pokusu López úspěšně zvedl 150 kg. Při svém druhém ani třetím pokusu zvednout 155 kg úspěšný nebyl a zařadil se po první části závodu na průběžné 17. místo. Během nadhozové části soutěže měl opět každý vzpěrač s platným pokusem z prvního kola tři pokusy v kole druhém. Během svého prvního pokusu López zvedl 180 kg. Při druhém pokusu se mu nepodařilo zvednout 186 kg, ale s touto váhou uspěl při svém třetím pokusu. Celkem z obou kol dosáhl výsledku 336 kg, který ho zařadil na 16. místo ze 17. sportovců, kteří závod dokončili.
| Sportovec       | Disciplína     | Trh      | Trh    | Nadhoz   | Nadhoz | Dohromady | Pořadí |
| Sportovec       | Disciplína     | Výsledek | Pořadí | Výsledek | Pořadí | Dohromady | Pořadí |
| --------------- | -------------- | -------- | ------ | -------- | ------ | --------- | ------ |
| Christian López | Muži do 105 kg | 150      | 17.    | 186      | 17.    | 336       | 16.    |